# Amantea
Amantea est une commune de la province de Cosenza, dans la région de Calabre, en Italie.

## Géographie

### Territoire
Le territoire de la commune d'Amantea s'étend sur 29,46 km2 et se situe entre 0 et 439 mètres au-dessus du niveau de la mer. Les frontières naturelles de la ville sont délimitées par la commune de Belmomte Calabro au nord, au sud celle de Nocera Terinese située dans la province de Catanzaro, à l'ouest par la mer Tyrrhénienne et à l'est par les montagnes de la Catena Costiera avec les communes de Cleto, Serra d'Aiello et l'ex-fraction de San Pietro in Amantea.

### Hydrographie
Divers torrents et rivières de nature torrentielle traversent le territoire d'Amantea en provenance des montagnes de la Catena Costiera, tels que les torrents Santa Maria, Calcato, Colongi, Rubano et Torbido, ainsi que les rivières Catocastro et Oliva. Leur débit est très élevé en hiver et provoque d'importantes inondations, tandis qu'en été ces torrents et rivières sont à sec.

### Climat
Le climat d'Amantea est méditerranéen. Durant la période estivale l'air est souvent rafraîchi par les brises marines ou celles provenant des montagnes. Les gelées sont rares mais de fortes précipitations ont lieu entre octobre et mars.

## Origines du nom
Sur l'emplacement actuel de la ville d'Amantea ou sur le reste de son territoire se trouvait probablement l'ancienne ville de la Grande Grèce Clampetia ou Lampetia, Λαμπετεία (« Lampeteia ») en grec antique. Il est possible qu'elle ait été fondée par les Crotoniates sur le long d'une ancienne ville brutienne détruite, Clete. Après la disparition progressive de Clampetia, les Byzantins fondèrent à l'emplacement de l'actuel centre historique, la ville fortifiée de Nepetia, dont le toponyme vient du grec antique νεος πεδιον (« nouveau campement ») ou νεος πολις (« nouvelle ville »). Après la conquête arabe de Nepetia, la ville fut reconstruite par les Arabes et renommée Al-Mantiah (« la forteresse ») et différents noms en dérivèrent : le nom officiel de la ville « Amantea », celui utilisé en latin ecclésiastique Mantia et enfin ceux en dialecte 'a Mantia ou la Mantia. Le nom pourrait également dériver d'Amantia, Αμάντια, qui d’après le Périple du Pseudo-Scylax était une ville illyrienne.

## Histoire

### Epoque antique
Les origines d'Amantea sont obscures, probablement anciennes, peut-être grecques. En effet, dans la localité de Campora San Giovanni, hameau d'Amantea, aurait été construite l'antique ville Temesa, alors que Clampetia aurait été située dans les plaines d'Amantea.

### Moyen Âge
Les Byzantins, présents dans le sud de l'Italie dans leur vaine tentative de reconquête de la péninsule sur les Lombards (notamment ceux du duché de Bénévent), transformèrent le site en forteresse, lui donnant le nom de « Nepetia » (Νεπετία) (VIIe siècle).
Dans les années 800, commencent en Sicile et dans le sud de la péninsule italienne les incursions arabo-musulmanes, ainsi que celles des pirates sarrasins. Amantea est prise et occupée par les musulmans et devient dans la première moitié du IXe siècle le siège d'un petit émirat. Les Arabes rebaptisent l'ancienne forteresse byzantine en « Al-Mantiah »/« Al-Manteah » (« La Roche » en arabe). Les Byzantins, menés par Nicéphore Phocas l'Aîné, reprennent la cité une cinquantaine d'années plus tard, dans la seconde moitié du IXe siècle, et la renomment « Amantea ».
En 1061 au plus tard, elle tombe aux mains des Normands de Robert Guiscard et de Roger de Hauteville, qui chassent les Byzantins de Calabre (1061), entamant la conquête normande de la Sicile sur les musulmans. La ville est alors élevée au rang de siège titulaire jusqu'à ce qu'elle soit fusionnée au diocèse de Tropea à la fin du siècle.

### Epoque moderne
Amantea n'a jamais été inféodée sauf pendant une courte période de troubles au milieu du XVIIe siècle. La ville a toujours maintenu son statut de ville d'État, avec ses propres institutions.
Comme le rapporte Lorenzo Giustiniani dans son Dictionnaire géographique-raisonné du royaume de Naples, à la fin du XVIIIe siècle, la population d'Amantea a atteint 2 187 habitants qui travaillaient principalement dans la sériculture car l'on trouvait de nombreux mûrier, dont les feuilles sont utilisées pour l'élevage des vers à soie.
Place forte, Amantea a été occupé à deux reprises par les français, en 1799 et en 1807. Elle fut prise par les Français en 1806, une résistance acharnée contre les invahisseurs français. Cet évènement appelé siège d'Amantea a profondément marqué la ville.

### Epoque contemporaine
En 1861, Amantea devient une ville du royaume d'Italie, dotée de nomreuses fonctions publiques et d'écoles.
Le 20 février 1943, un bombardement allié touche le palais del Giudice, situé dans la rue Via Indipendenza proche de l'église San Biagio. Une pierre tombale en mémoire des 26 victimes, dont de nombreux enfants, se trouve sur les ruines du palais.
Après la guerre, Amantea s'est développée jusqu'à atteindre la mer, ce qui fait de la ville une destination balnéaire et touristique.

## Monuments et lieux d'intérêt

### Architectures religieuses
- Collégiale de San Biagio ou église mère
- Eglise de San Bernardino de Sienne
- Eglise du Carmine ou de San Rocco
- Eglise des Cappuccini ou de Santa Maria la Pinta
- Eglise de Sant'Elia ou du Gesù.
- Ancienne Eglise de San Francesco d'Assisi: une communauté de religieux basiliens s'est probablement installée sur les pentes de la colline du château après la reconquête de la ville par les Byzantins (1031-1032). Cette communauté a fondé l'église San Basilio probablement sur le site d'une ancienne mosquée, vestige de la domination arabe sur Amantea. En décembre 1121, le pape Calixte II, en voyage vers la ville de Reggio de Calabre, a été accueilli par les moines basiliens d'Amantea dans leur cénobie. Au cours du XIIe siècle, le cénobie décline et en 1216 le bienheureux Piero Catin, compagnon de San Francesco d'Assisi, avec d'autres religieux, s'installe dans l'ancien cénobie basilien et fonde le couvent franciscain et l'église adjacente de San Francesco d'Assisi.
- Cathèdrale de la Pinta ou de la Campana: l'ancienne cathédrale d'Amantea été appelée "de la Pinta" probablement à cause d'un ancien tableau vénéré conservé dans cette cathédrale et qui représentait la Vierge Marie. Elle était située dans la vieille ville, près du quartier Sant'Elia.
- Eglise de Santa Sofia: ancienne église qui n'existe plus, conséquence de divers actes remontants entre le XVe et le XVIe siècle.
- Eglise de San Procopio
- Eglise de San Nicola du Rimo
- Eglise de San Nicola dell'Oliva: ancienne grange bénédicte, située le long de la rivière Oliva, près du hameau de Campora San Giovanni. Elle a ensuite été transformée en église dédiée à San Giovanni qui a donné son nom au hameau. Cet ancien lieu de culte du XVe siècle a été transformé en habitation.
- Eglise de Santa Maria de la Calcata: ancienne église, adjacente au couvent des Padri Agostiniani, qui a été établie en 1490 et fermée par la suite après la fermeture du couvent adjacent.
- Couvent des Domenicani: un couvent dominicain construit en 1465 et fermé en 1652.
- Chapelle Furgiuele dédiée à S. Alfonso de' Liguori, annexe du Palais Furgiuele dans la rue Via Dogana 64.
- Chapelle Cavalo Marincola

### Architectures civiles
- Palais des Clarisse: le palais a été construit au début du XVIe siècle en tant que siège du convent des Clarisse et il l'est resté jusqu'au siège d'Amantea par les français en 1806. En effet, ces derniers l'ont confisqué avec d'autres biens ecclésiastiques et il fut revendu au marquis De Luca di Lizzano qui en fit sa résidence. Les différentes générations de marquis De Luca y vécurent jusqu'en 1977. Après une période d'abandon et de dégradation, il fut racheté par son propriétaire actuel, Fausto Perri. Aujourd'hui, le palais accueille des activités culturelles et commerciales.
- Palais Mirabelli
- Palais Mileti
- Palais Florio
- Palais Furgiuele
- Palais Greco (dans un premier temps Furgiuele)
- Palais Di Lauro (puis Furgiuele)
- Palais Cavallo Marincola
- Palais Perciavalle
- Palais Cozza
- Palais Folino
- Palais Carratelli

De nombreux monuments du centre historique sont à l'abandon ou très dégradés. A l'exception de 3 monuments: le Palais des Clarisses qui appartient à un privé et a été rénové grâce à l'intervention d'une société à capital public; le Palais Mirabelli qui date du XVIe siècle, maison natale de l'illustre médecin d'Amantea Giuseppe Mirabelli et de l'avocat du Foro Romano Alfredo Mirabelli Centurione; le Palais Carratelli. L'église de San Bernardino est entretenue grâce à la présence de la communauté des moines.

### Architectures militaires
Le château d'Amantea. Il domine la ville du hat de la colline, avec la tour du Mastio au centre et les ruines de l'ancienne église San Francesco d'Assisi un peu plus loin. Les travaux d'Enzo Fera ont permis de reconstruire le système de défense de la côte, construit entre 1100 et 1600 apr. J.-C.
Il y a de nombreuses tours et fortifications qui font de la ville une zone qui était parée contre les assauts des corsaires barbaresques.

## Société

### Evolution démographique
La première croissance démographique de la ville a eu lieu au XVIe siècle lorsque cette dernière a connu une période de splendeur grâce au commerce. Au cours du XVIIe et du XVIIIe siècle un ralentissement démographique est observé. Il est notamment dû aux attaques barbares qui ont lieu en Méditerranée et qui conduisent à un appauvrissement de la Calabre. Le siège français d'Amantea entre 1806 et 1807 a profondé marqué la ville et a également eu un impact sur la diminution de la population. Au cours du XIXe et du XXe siècle, la croissance démographique de la ville est impactée par l'émigration des habitants d'Amantea et des calabrais vers l'Amérique latine dans un premier temps, puis vers l'Amérique du Nord et vers d'autres pays européens, ainsi que vers l'Italie du Nord.
Habitants recensés

## Culture

### Musique
Le premier complexe musical de la ville, l'Orchestre Concert "Mario Aloe", a été fondé en 1850 par la mairie d'Achille Longo. De 1927 à 1965, ce groupe a été dirigé par le maître Mario Aloe, qui lui a donné son nom.
En 1987, la Banda Musicale Francesco Curcio a été fondée par le Maître Francesco Curcio et initialement dédiée à Achille Longo.
Un autre complexe musical local est l'Orchestra di Fiati Mediterranea Città di Amantea, fondé le 10 mai 2005 par 50 jeunes musiciens dirigés par le maître Angelo De Paola.
Amantea est le lieu de naissance d'Alessandro Longo.

### Cuisine
Amantea est connue pour son dessert typique, le Buccunotto, en forme de bateau et rempli de chocolat, d'épices et d'autres ingrédients qui restent traditionnellement secrets pour ceux qui le produisent. Il y a également les figues séchées au chocolat noir et blanc. En outre, la préparation de poissons occupe une place importante dans la cuisine d'Amantea. Les anchois, les sardines et le "rosamarina", sont préparés par des entreprises locales et des particuliers qui suivent scrupuleusement les recettes transmises par les vieux pêcheurs.

### Évènements
- Carnaval ;
- Les journées médicales d'Amantea ;
- Jeu d'échecs géant ;
- Le Prix Littéraire d'Amantea créé par Vitaliano Camarca en 1962 ;
- La Journée des « Amanteani dans le monde » ;
- La Guarimba International Film Festival ;
- La Fiera, parfois improprement appelée « des morts », qui a lieu chaque année de fin octobre à début novembre.

## Urbanisation

### La ville
Le centre historique d'Amantea se trouve sur les falaises, proche des ruines du château. Il n'est pas très étendu mais représente un intérêt touristique que ce soit pour les monuments historiques et le panorama que l'on peut avoir sur toute la ville et la vallée, ou bien pour les logements touristiques qui s'y trouvent. La vieille ville domine la mer Tyrrhénienne et les plaines côtières. Jusqu'au XIXe siècle, elle était entourée par des murs ce qui en faisait une des positions les plus fortes de la Calabre citérieure. C'est pour cette raison que par le passé les Byzantins et ensuite les Arabes ont voulu renforcer les fortifications naturelles de la ville, en développant cette dernière sur les falaises difficiles d'accès. Jusque dans les années 1930, le centre historique était quasiment inaccessible en voiture et aujourd'hui encore certains lieu tels que, les ruines du château et de l'Eglise de San Francesco d'Assisi, ainsi qu'une partie du centre historique sont atteignables uniquement à pied.
À partir des années 1950, la partie moderne de la ville s'est développée aux pieds des falaises, sur la côte, pour la facilité d'accès et également par crainte des tremblements de terre qui ont déjà ravagé la Calabre par le passé. Cette partie de la ville bénéficie d'une activité commerciale plus importante que le centre historique et elle est desservie par la route Strada statale 18 Tirrena Inferiore, qui relie la ville de Naples à celle de Reggio de Calabre dans le sud de la région, et par la ligne de chemin de fer Ferrovia Tirrenica Meridionale qui relie le nord et le sud de la péninsule.
Un des symboles de l'expansion urbaine d'Amantea est le front de mer qui s'étend sur plus d'un kilomètre, en parallèle de la plage.

### Les hameaux
- Oliva
- San Procopio
- Tonnara
- Camoli
- Fiumara
- Formiciche
- Acquicella
- Coreca
- Colongi
- Campora San Giovanni
- Cannavina
- Chiaie
- Colongi
- Fravitte
- Villanova
- Gallo

## Économie
Depuis les années 1990, Amantea est devenue une ville où le tourisme se développe.

## Infrastructures et transports

### Routes
L'axe de circulation le plus important qui traverse le territoire d'Amantea est la route nationale 18 Tirrena Inferiore, alternative de l'autoroute A2 Naples - Reggio de Calbare qui suit la côte. La ville est également traversée par la route nationale strada statale 278 qui va jusqu'à Cosenza en traversant les communes de Lago, Domanico et Carolei. Plus au sud, près du hameau Oliva, se trouve la route nationale strada statale 108 qui traverse Aiello Calabro et qui conduit également à Cosenza.

### Voies ferrées
L'unique chemin de fer qui parcours le territoire d'Amantea est la Ferrovia Tirrenica Meridionale qui dessert la gare d'Amantea, rénovée en 2009. Une deuxième gare se trouve à Campora San Giovanni.

### Port
Depuis l'époque byzantine, Amantea a toujours été une escale portuaire importante sur la route maritime entre Naples et Reggio de Calabre. Les bateaux accostaient dans l'immense grotte naturelle qui se trouvait au milieu de l'actuel Parc de La Grotta. À l'époque cette grotte était proche de la mer et pouvait accueillir de nomreuses embarcations.
Il y a quelques années le port touristique de la ville d'Amantea a été inauguré à Campora San Giovanni, un hameau de la ville. Il accueille les bateaux utilisés pour les excursions sur le Stromboli et sur les îles Éoliennes.

## Administration
| Période                                  | Période           | Identité                                                | Étiquette     | Qualité                   |
| ---------------------------------------- | ----------------- | ------------------------------------------------------- | ------------- | ------------------------- |
| 23 avril 1995                            | 16 novembre 1997  | Franco La Rupa                                          |               | maire                     |
| 16 novembre 1997                         | 13 juin 1999      | Franco La Rupa                                          | centre        | maire                     |
| 13 juin 1999                             | 13 juin 2004      | Franco La Rupa                                          |               | maire                     |
| 13 juin 2004                             | 10 juin 2005      | Franco La Rupa                                          |               | maire                     |
| 10 juin 2005                             | 29 mai 2006       |                                                         |               | commission extraordinaire |
| 29 mai 2006                              | 4 août 2008       | Francesco "Franco" Tonnara                              | centre-droite | maire                     |
| 4 août 2008                              | 16 mai 2011       | Giorgio Criscuolo Francesco Sperti Pietro Tescione      |               | commission extraordinaire |
| 16 mai 2011                              | 10 septembre 2013 | Francesco Tonnara                                       | centre-droite | maire                     |
| 10 septembre 2013                        | 25 mai 2014       |                                                         |               | commission extraordinaire |
| 25 mai 2014                              | 8 février 2017    | Monica Sabatino                                         |               | maire                     |
| 8 février 2017                           | 11 juin 2017      |                                                         |               | commission extraordinaire |
| 11 juin 2017                             | 17 février 2020   | Mario Pizzino                                           |               | maire                     |
| 17 février 2020                          | 12 juin 2022      | Antonia Maria Grazia Surace Bernardino Nuovo Vito Turco |               | commission extraordinaire |
| 12 juin 2022                             | en cours          | Vincenzo Pellegrino                                     |               | maire                     |
| Les données manquantes sont à compléter. |                   |                                                         |               |                           |

### Jumelage
Montesano sulla Marcellana (Italie)

### Hameaux
Coreca (où se trouvent les grottes de Coreca), Campora San Giovanni, Acquicella, Camoli

### Communes limitrophes
Belmonte Calabro, Cleto, Nocera Terinese, San Pietro in Amantea, Serra d'Aiello

## Personnalités nées à Amantea
- Alessandro Longo
- Cola Rapicano